# Hyman Krustofsky
Hyman Krustofsky je fiktivní postava z amerického animovaného seriálu Simpsonovi. Je rabínem a otcem Šáši Krustyho. 
Poprvé se objevil ve 3. řadě v epizodě Jaký otec, takový klaun, kde se rabín Krustofsky odcizil svému synovi na 25 let, protože Krustyho vyhodil, když se jako mladý rozhodl stát se klaunem, místo aby následoval rodinnou tradici a stal se rabínem. Po letech přečetl Bart citát Sammyho Davise Jr. obdivující Židy, což rabína Krustofského konečně přesvědčilo, aby svého syna přijal i přes jeho kariéru v zábavním průmyslu. S Krustym se znovu setkali ve vysílání Krustyho show. Díl Jaký otec, takový klaun je parodií na film Jazzový zpěvák. 
Rabín Krustofsky později vedl Krustyho bar micva v díle Krustyho zkouška z dospělosti, přičemž přiznal, že to dříve neudělal ze strachu, že by si mladý Krusty z celé věci udělal jen legraci. V díle Šáša na odpis za otcem Krusty přijde pro radu a on zemře, jakmile Krustymu řekne, že jeho vtipy nejsou dobré. 
V původním anglickém znění Hymana Krustofského dabuje Jackie Mason a v českém znění mu hlas propůjčili Jaromír Meduna, Milan Slepička, Zdeněk Dušek a Zdeněk Hess. Jackie Mason získal v roce 1992 za svůj výkon v roli Krustofského v epizodě Jaký otec, takový klaun cenu Primetime Emmy za vynikající hlasový výkon. Deník Phoenix označil Masona za jednu z 20 nejlepších hostujících hvězd seriálu.